# グレッグ・P・ラッセル
グレッグ・P・ラッセル（Greg P. Russell）は、アメリカ合衆国のレコーディング・エンジニアである。1970年代から活動して200作品以上にクレジットされている。アカデミー録音賞には16回ノミネートされているが、1度も受賞に至っていない。

## 受賞とノミネート
| 賞           | 年     | 部門   | 作品名                                  | 結果       |
| ------------ | ------ | ------ | --------------------------------------- | ---------- |
| アカデミー賞 | 1989年 | 録音賞 | ブラック・レイン                        | ノミネート |
| アカデミー賞 | 1996年 | 録音賞 | ザ・ロック                              | ノミネート |
| アカデミー賞 | 1997年 | 録音賞 | コン・エアー                            | ノミネート |
| アカデミー賞 | 1998年 | 録音賞 | マスク・オブ・ゾロ                      | ノミネート |
| アカデミー賞 | 1998年 | 録音賞 | アルマゲドン                            | ノミネート |
| アカデミー賞 | 2000年 | 録音賞 | パトリオット                            | ノミネート |
| アカデミー賞 | 2001年 | 録音賞 | パール・ハーバー                        | ノミネート |
| アカデミー賞 | 2002年 | 録音賞 | スパイダーマン                          | ノミネート |
| アカデミー賞 | 2004年 | 録音賞 | スパイダーマン2                         | ノミネート |
| アカデミー賞 | 2005年 | 録音賞 | SAYURI                                  | ノミネート |
| アカデミー賞 | 2006年 | 録音賞 | アポカリプト                            | ノミネート |
| アカデミー賞 | 2007年 | 録音賞 | トランスフォーマー                      | ノミネート |
| アカデミー賞 | 2009年 | 録音賞 | トランスフォーマー/リベンジ             | ノミネート |
| アカデミー賞 | 2010年 | 録音賞 | ソルト                                  | ノミネート |
| アカデミー賞 | 2011年 | 録音賞 | トランスフォーマー/ダークサイド・ムーン | ノミネート |
| アカデミー賞 | 2012年 | 録音賞 | 007 スカイフォール                      | ノミネート |